# Little River County
Das Little River County ist ein County im US-Bundesstaat Arkansas. Der Verwaltungssitz (County Seat) ist Ashdown. Das County gehört zu den Dry Countys, was bedeutet, dass der Verkauf von Alkohol eingeschränkt oder verboten ist.

## Geographie
Das County liegt im äußersten Südwesten von Arkansas am Red River, der die nördliche und östliche Grenze des Countys bildet. Das Little River County grenzt im Süden an Texas, im Westen an Oklahoma und hat eine Fläche von 1.463 Quadratkilometern, wovon 86 Quadratkilometer Wasserfläche sind. Es grenzt an folgende Countys:
|                             | Sevier County        | Howard County    |
| McCurtain County (Oklahoma) |                      | Hempstead County |
|                             | Bowie County (Texas) | Miller County    |

## Geschichte
Das Little River County wurde am 5. März 1867 aus Teilen des Hempstead County gebildet. Benannt wurde es nach dem Little River, einem Nebenfluss des Red River.
Das Land im und um das Little River County ist reich und fruchtbar. Es enthält einen Überfluss an Kalkstein in einigen Gebieten nahe White Cliffs, Okay und Foreman. 1893 erbaute die Western Portland Cement Company ein Zementwerk nahe White Cliffs, obwohl jetzt nur seine Ruinen bestehen. Später errichtete die Ideal Cement Company ein Zementwerk nahe Okay, das jahrelang Qualitätszement herstellte. Später wurde es an eine deutsche Gesellschaft verkauft, die allerdings die erforderlichen kostspieligen Reparaturen nicht durchführen wollte. Jahre später erstellte die Foreman Cement Company, im Besitz der Arkansas Louisiana Gas Company, ein neues Zementwerk und fertigte Qualitätszement. Schließlich wurde die Foreman Cement Company der Haupterzeuger von Zement im Südwesten von Arkansas. Auch heute ist es noch ein produzierendes Werk und wichtiger Arbeitgeber, im Besitz der Ash Grove Cement Company in Kansas City, Kansas.

## Demografische Daten
Nach der Volkszählung im Jahr 2010 lebten im Little River County 13.171 Menschen in 5513 Haushalten. Die Bevölkerungsdichte betrug 9,6 Einwohner pro Quadratkilometer.
Ethnisch betrachtet setzte sich die Bevölkerung zusammen aus 75,5 Prozent Weißen, 19,1 Prozent Afroamerikanern, 1,5 Prozent amerikanischen Ureinwohnern, 0,3 Prozent Asiaten sowie aus anderen ethnischen Gruppen; 2,0 Prozent stammten von zwei oder mehr Ethnien ab. Unabhängig von der ethnischen Zugehörigkeit waren 2,7 Prozent der Bevölkerung spanischer oder lateinamerikanischer Abstammung.
In den 5513 Haushalten lebten statistisch je 2,28 Personen.
22,3 Prozent der Bevölkerung waren unter 18 Jahre alt, 60,7 Prozent waren zwischen 18 und 64 und 17,0 Prozent waren 65 Jahre oder älter. 51,1 Prozent der Bevölkerung war weiblich.
Das jährliche Durchschnittseinkommen eines Haushalts lag bei 34.776 USD. Das Prokopfeinkommen betrug 19.036 USD. 15,1 Prozent der Einwohner lebten unterhalb der Armutsgrenze.

## Kultur und Sehenswürdigkeiten

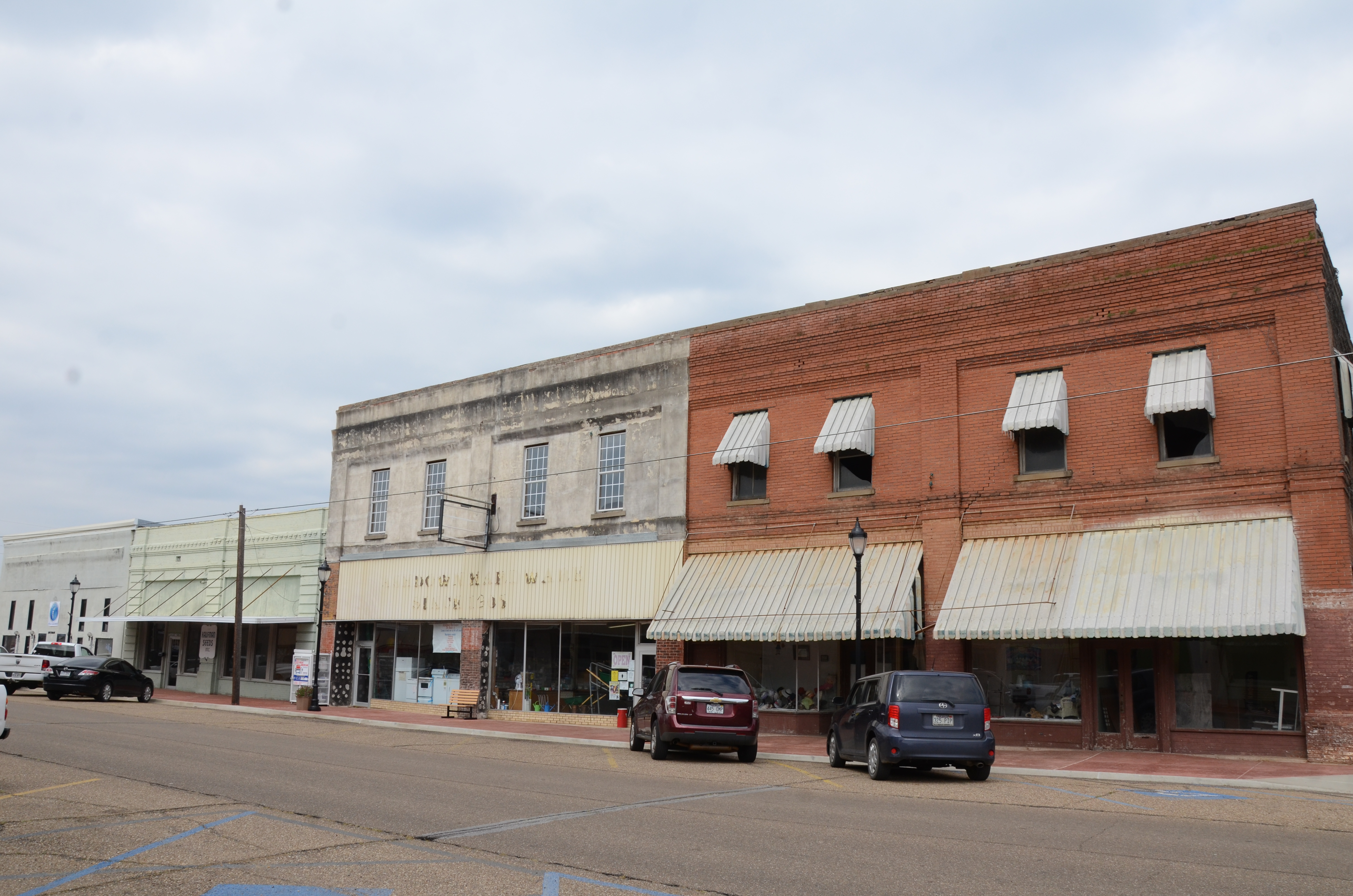
Im Ashdown Commercial Historic District (2016). Dieser historische Bezirk ist seit Mai 2008 im NRHP eingetragen.

14 Bauwerke, Stätten und historische Bezirke (Historic Districts) des Countys sind im National Register of Historic Places („Nationales Verzeichnis historischer Orte“; NRHP) eingetragen (Stand 19. Mai 2022), darunter das Gerichts- und Verwaltungsgebäude des County, drei Abschnitte des alten U.S. Highway 71 und der Ashdown Commercial Historic District.

## Orte im Little River County
| Citys - Ashdown - Foreman - Winthrop | Towns - Ogden - Wilton | Census-designated place (CDP) - Yarborough Landing | Unincorporated Community - Alleene |

weitere Orte
- Arden
- Arkinda
- Billingsleys Corner
- Cerrogordo
- Cole
- Comet
- Cross Roads
- Eastport
- Fomby
- Jewell
- Lanesport
- Long
- Millwood
- Orton
- Pankov
- Peytonville
- Red Bluff
- Richmond
- Temple
- Wallace

Townships
- Arden Township
- Arkinda Township
- Burke Township
- Caney Township
- Cleveland Township
- Franklin Township
- Jackson Township
- Jeff Davis Township
- Jefferson Township
- Jewell Township
- Johnson Township
- Lick Creek Township
- Little River Township
- Red River Township
- Richland Township
- Wallace Township